# Carlos Roberto Reina
Carlos Roberto Reina Idiáquez (Tegucigalpa, 13 de março de 1926 — Tegucigalpa, 19 de agosto de 2003) foi um político hondurenho. Foi presidente de seu país de 27 de janeiro de 1994 a 27 de janeiro de 1998.

## Antecedentes
Ele nasceu na cidade de Comayagüela, Honduras. Sua esposa, Bessie Watson, era uma cidadã americana com quem ele teve duas filhas. Ele completou seus estudos universitários na Universidade Nacional Autônoma de Honduras, onde se formou em Ciências Jurídicas e Sociais. Mais tarde, Reina continuou seus estudos de pós-graduação nas cidades de Londres e Paris.

## Carreira política
Ao longo de sua longa carreira política, Reina ocupou vários cargos políticos governamentais e internacionais, incluindo juiz no tribunal de Tegucigalpa, membro pacifista do tribunal internacional de Haia, embaixador de Honduras na França e presidente do Conselho Executivo Central (CCE) do Partido Liberal, entre outros cargos importantes.
Reina foi preso várias vezes por suas atividades políticas em oposição aos governos militares durante sua juventude. A primeira vez foi em 1944, por protestar contra o ditador Tiburcio Carías. Mais tarde, na década de 1960, foi preso duas vezes pelo general Oswaldo López, que havia assumido o governo hondurenho por meio do uso da força militar. Isso levou Reina a se tornar um defensor ferrenho dos direitos humanos pelo resto de sua vida. Em 1979, foi nomeado presidente da Corte Interamericana de Direitos Humanos da Organização dos Estados Americanos.

## Presidente (1994–1998)
Carlos Reina se tornou presidente em novembro de 1993, pelo Partido Liberal de Honduras (PLH, Partido Liberal de Honduras), após derrotar Oswaldo Ramos, o candidato do Partido Nacional de Honduras, com 56% dos votos. Ele estava acompanhado de seu candidato a vice-presidente: o general aposentado Walter López, o político Juan de la Cruz Avelar e a senhora Guadalupe Jerezano Mejía.
Em 27 de janeiro de 1994, Reina substituiu o presidente Rafael Leonardo Callejas. Reina herdou uma situação econômica relativamente difícil da administração nacionalista existente. A dívida externa pesou fortemente na economia do país: o serviço da dívida representou 40% das exportações hondurenhas. Embora cerca de 700 milhões de dólares tenham sido perdoados a Honduras, a dívida "era" ainda maior do que no início de 1990.
Em seu primeiro discurso presidencial, Reina lançou sua revolução moral: “Juro minha palavra de honra diante de Deus, do povo e da história, que seguiremos adiante neste empreendimento que nos impusemos. Venceremos a corrupção; dar moeda ao liberalismo social. Veremos a revolução moral até o fim." A questão de saber se seu plano foi um sucesso ou um fracasso ainda é altamente controversa.
Um dos principais objetivos de Carlos Roberto Reina durante seu governo foi a reforma das Forças Armadas. Suas reformas foram realizadas principalmente no final de seu primeiro ano no cargo. O primeiro foi a transferência total de todo o poder nas mãos dos militares para as autoridades civis, seguida da abolição do serviço militar obrigatório no país. Essas e outras reformas militares também são polêmicas para as elites dominantes, pois acreditavam que fomentaram gangues, eliminando uma fonte de emprego e educação para os jovens.

## Pós-presidência e morte
Carlos Roberto Reina encerrou sua presidência em 27 de janeiro de 1998. Posteriormente, em outubro de 1998, Reina iniciou seu mandato como presidente do Parlamento Centro-Americano (Parlacén), onde permaneceu até 28 de outubro de 1999. Finalmente, em 19 de agosto de 2003, Carlos Roberto Reina cometeu suicídio com um tiro aos 77 anos. Seu irmão revelou que Reina estava sofrendo de problemas de saúde relacionados à vesícula biliar e pâncreas.